# Rząd układu dynamicznego
Rząd układu dynamicznego – liczba zmiennych stanu {\displaystyle n} lub, innymi słowy, liczba wymiarów wektora stanu danego układu dynamicznego.
Rząd układu dynamicznego jest zawsze większy od zera (czyli {\displaystyle n\geqslant 1}), podczas gdy rząd układu statycznego jest równy {\displaystyle 0.}
Jeśli {\displaystyle n\to \infty } to układ dynamiczny jest układem o parametrach rozłożonych lub układem nieskończenie wymiarowym. Przeciwieństwem układów o parametrach rozłożonych są układy o parametrach skupionych, dla których {\displaystyle n} przybiera bardzo duże wartości, ale są to wartości skończone – dlatego układy takie nazywa się też układami skończenie wymiarowymi.
Wyznaczanie rzędu układu dynamicznego w zależności od posiadanych danych:
- Jeśli dany jest opis układu za pomocą równań stanu, to rząd układu dynamicznego utożsamiany jest z liczbą zmiennych stanu używanych w układzie.
- Jeśli dany jest opis układu za pomocą równania różniczkowego liniowego, to rząd układu należy utożsamiać ze stopniem tego równania różniczkowego.
- Jeśli dany jest opis układu za pomocą transmitancji, to rząd układu należy utożsamiać z najwyższym wykładnikiem potęgi transmitancji. W przypadku układów właściwych rząd układu należy utożsamiać ze stopniem wielomianu mianownika transmitancji.